# Október 13.
Október 13. az év 286. (szökőévben 287.) napja a Gergely-naptár szerint. Az évből még 79 nap van hátra.
Névnapok: Ede, Kálmán + Ében, Edgár, Eduárd, Edvárd, Edvarda, Fatima, Fatime, Jagelló, Jakab, Jákó, Jákob, Jakus, Káleb, Romulusz, Teofil

## Események
- 1235 – Megkoronázzák II. Endre magyar király fiát IV. Bélát
- 1307 – IV. (Szép) Fülöp francia király a templomos lovagrend elleni per során a rend 2000 tagját letartóztatja, perbe fogja, javaikat elkoboztatja és kivégezteti őket. Ezt a napot tartják annak a történelmi eseménynek amiből a péntek 13. babona kialakult.[1]
- 1382 – II. Péter ciprusi király halálával a nagybátyja, Jakab lesz Ciprus királya I. Jakab néven, aki azonban 1385-ig genovai fogságban van.(Uralkodik a haláláig, 1398-ig.)
- 1399 – IV. Henrik angol király megkoronázása.
- 1479 – A kenyérmezei csatában Báthory István országbíró, erdélyi vajda és Kinizsi Pál temesi ispán seregei szétverik a Dél-Erdélyben pusztító török haderőt.
- 1489 – Mátyás király a szentgotthárdi apátság apátválasztási jogát a pilisi monostornak adja, ezzel is felemelve a hanyatló apátságot.
- 1505 – Rákos-mezőn országgyűlés kezdődik.
- 1670 – A király Forgách Ádám grófot nevezi ki országbíróvá.
- 1775 – Megalakul az Amerikai Egyesült Államok Haditengerészete, a US Navy.
- 1848 – Törökbecsénél (Torontál vármegye) Damjanich János őrnagy csapatai győzelmet aratnak a szerb fölkelőkkel szemben.
- 1860 – Bostonban egy ballonról elkészítik az első légi felvételt. (A légi fotózást elsőként egy francia fényképész-ballonos, a „Nadar” néven ismert Gaspard-Félix Tournachon gyakorolta Párizsban, 1858-ban.)
- 1917 – Fátimában kb. 70 000 ember előtt megjelenik Szűz Mária.
- 1925 – Magyarország és Franciaország kereskedelmi egyezményt kötnek a legnagyobb kedvezmény elve alapján.
- 1937 – Megtartják az első riasztási és elsötétítési légvédelmi gyakorlatot Budapesten és környékén.
- 1938 – Eredménytelenül ér véget a zsolnai konferencia, ahol nem születik megállapodása a szlovákiai magyarok jövőbeli helyzetét illetően.
- 1940 – A Nemzeti Parasztpárt lapjának, a Szabad Szó-nak vezetését Bajcsy-Zsilinszky Endre veszi át.
- 1943 – III. Viktor Emánuel olasz király leváltja Mussolinit. Az új olasz miniszterelnök, Badoglio feloszlatja a fasiszta pártot, fegyverszüneti tárgyalásokat kezd a szövetségesekkel, és e napon hadat üzen Németországnak.
- 1944 – A magyar kormány felhatalmazza a városi tanácsokat, hogy fűtés nélküli napokat rendeljenek el.
- 1944 – A KDNP megalakulása.
- 1944 – brit–amerikai légitámadások a székesfehérvári, a pápai és a bánhidai vasúti pályaudvarok ellen.
- 1946 – Franciaországban elfogadják az átdolgozott alkotmányt, létrejön a IV. Köztársaság.
- 1953 – Samuel Bagno szabadalmaztatja a betörés elleni ultrahangos riasztót.
- 1964 – Az SZKP Központi Bizottsága leváltja tisztségeiről Nyikita Szergejevics Hruscsovot.
- 1967 – A Mikroszkóp Színpad megnyitása.
- 1969 – Az egymást követve útnak indított szovjet űrhajók, a Szojuz–6, –7 és –8 találkoznak, és kötelékrepülést hajtanak végre a világűrben.
- 1970 – Angela Davist letartóztatják New Yorkban.
- 1972 – Az Andokban lezuhan egy repülőgép, fedélzetén egy rögbicsapattal, útban egy nemzetközi mérkőzésre Santiago de Chilébe. Felkutatásuk csak december 20-án sikerül. Az életben maradottak, túlélésük érdekében halott társaik húsát ették. (Az esetről játékfilm is készült: Életben maradtak címmel).
- 1976 – Első alkalommal látják meg elektronmikroszkópon át az Ebolavírust.
- 1976 – Az ekkor már az Amerikai Egyesült Államokban ismert és népszerű Aerosmith együttes megkezdi első európai turnéját Liverpoolban.
- 1977 – Mogadishu-i repülőtéren a német GSG 9 terrorellenes kommandó sikeres rajtaütéssel kiszabadítja Lufthansa „Landshut” nevű, eltérített repülőgépének utasait. A gépeltérítők (palesztin terroristák) többsége életét veszti a harcban. A terrorakció célja a német RAF (Vörös Hadsereg Frakció) emberrablási és zsarolási akciójának támogatása volt (Hanns-Martin Schleyer-ügy).
- 1981 – Hoszni Mubárak megnyeri az elnökválasztást Egyiptomban.
- 1987 – Az USA először vet be delfineket háborús célokra, a Perzsa-öbölben.
- 1987 – Costa Rica elnöke, Óscar Arias Sánchez kapja meg a Béke Nobel-díjat.
- 1989 – A Parlamentben az SZDSZ átadja azt a 67 ezer aláírást, amely népszavazás kiírását szorgalmazza egyebek között az elnökválasztás kérdésében.
- 1991 – Konrád György írót Frankfurtban kitüntetik a Német Könyvkereskedők Béke-díjával, mely az egyik legnagyobb elismerés a kulturális életben.
- 1998 – Járai Zsigmond kijelölt pénzügyminiszter Nyíregyházán kijelenti, hogy a magyar a világ legerősebb gazdasága.
- 2019 – 2019-es magyarországi önkormányzati választás.
- 2021 — William Shatner három másik utassal együtt repült az űrbe a New Shepard (NS-18) hordozórakétán, a Blue Origin nevű szuborbitális kapszulában. Ezzel 90 éves, 6 hónapos és 22 napos korában ő lett a legidősebb ember a világűrben.

## Sportesemények
Formula–1
- 1996 –  japán nagydíj, Suzuka – Győztes: Damon Hill  (Williams Renault)
- 2002 –  japán nagydíj, Suzuka – Győztes: Michael Schumacher  (Ferrari)
- 2013 –  japán nagydíj, Suzuka – Győztes: Sebastian Vettel  (Red Bull-Renault)

## Születések
- 1474 – Mariotto Albertinelli itáliai festő († 1515)
- 1676 – II. Apafi Mihály erdélyi fejedelem († 1713)
- 1823 – Lisznyai Damó Kálmán költő, a Tízek Társaságának tagja († 1863)
- 1872 – Glatz Oszkár magyar festőművész († 1958)
- 1874 – Klekl József magyarországi szlovén vezető, a Szlovenszka krajina megteremtését célzó tervezet készítője († 1948)
- 1877 – Dedics Kálmán magyar műlakatos, repülőgépmotor-szerkesztő és építő († 1969)
- 1881 – Csathó Kálmán magyar író, rendező († 1964)
- 1887 – Jozef Tiso szlovák pap, politikus († 1947)
- 1889 – Piero Dusio olasz autóversenyző († 1975)
- 1893 – Kölcsey István magyar földbirtokos, jogász, országgyűlési képviselő († 1974)
- 1900 – Ghislaine Dommanget francia színésznő, monacói hercegné († 1991)
- 1905 – Kemény Egon magyar zeneszerző († 1969)
- 1906 – Herczeg Klára magyar szobrász, érem- és porcelánművész († 1997)
- 1907 – Dajka Margit Kossuth-díjas magyar színésznő († 1986)
- 1921 – Yves Montand (er. Ivo Livi) olasz származású francia színész, énekes, előadóművész († 1991)
- 1922
  - Rózsa György könyvtáros, a Magyar Tudományos Akadémia Könyvtára és az ENSZ genfi könyvtára főigazgatója († 2005)
  - Schweitzer József magyar főrabbi († 2015)
- 1925 – Margaret Thatcher brit politikus, Nagy-Britannia miniszterelnöke († 2013)
- 1927 – Gulyás János magyar író († 1990)
- 1928 – Lana Gogoberidze grúz filmrendező, volt diplomata és parlamenti képviselő
- 1930 – Mester István magyar színész, a Pécsi Nemzeti Színház örökös tagja († 2022)
- 1932 – Dušan Makavejev szerb filmrendező, producer, forgatókönyvíró († 2019)
- 1934
  - Nána Múszhuri görög énekesnő, az UNICEF jószolgálati nagykövete
  - Vedres György Ybl Miklós-díjas magyar építész († 1987)
- 1936 – Christine Nöstlinger osztrák írónő († 2018)
- 1938 – Christiane Hörbiger osztrák származású színésznő († 2022)
- 1941 – Paul Simon amerikai énekes, zenész („Simon and Garfunkel”)
- 1942 – Pamela Tiffin amerikai színésznő († 2020)
- 1943 – Peter Sauber svájci üzletember, a Sauber F1 Team alapítója
- 1944
  - Gaál Anna magyar rádióbemondó, műsorvezető
  - Robert Lamm amerikai billentyűs, énekes, a „Chicago” zenekar tagja
- 1946
  - Kisházy Beatrix magyar asztaliteniszező, edző
  - Korbuly Péter Kazinczy-díjas magyar bemondó, műsorvezető, beszédtanár, színész
- 1947
  - Samuel Roy "Sammy" Hagar amerikai énekes-gitáros (Van Halen, Chickenfoot)
  - Mary Zsuzsi magyar énekesnő, előadóművész († 2011)
- 1948 – Nuszrat Fateh Ali Khan pakisztáni zenész, énekes, a qawwali zene művésze († 1997)
- 1949 – Patrick Nève belga autóversenyző († 2017)
- 1952
  - Dénémeth István magyar költő, prózaíró, műfordító († 2000)
  - Molnár Pál magyar újságíró, a Balassi Bálint-emlékkard és más művészeti díjak alapítója
- 1953 – Szigeti Edit magyar énekesnő, gitáros, zeneszerző, dalszövegíró, festőművész
- 1954 – Mordechai Vanunu marokkói zsidó származású nukleáris mérnök, az izraeli atomfegyverkezés leleplezője
- 1957 – Szabó Tibor Jászai Mari-díjas magyar színész, színházigazgató
- 1959 – Marie Osmond amerikai énekesnő, színésznő
- 1967 – Kate Walsh amerikai színésznő
- 1969 – Nancy Kerrigan amerikai műkorcsolyázó
- 1970 – Haagen Imre magyar színész, szinkronszínész, énekes
- 1971 – Sacha Baron Cohen brit komikus
- 1971 – Germuska Pál magyar történész, levéltáros, egyetemi oktató
- 1978 – Szántó Szandra magyar színésznő
- 1982 – Ian Thorpe ausztráliai úszó
- 1983 – Böcskei Balázs magyar politológus, játékvezető, egyetemi oktató
- 1986 – Carlos Banteaux Suarez kubai ökölvívó
- 1989
  - Dér Zsolt magyar színész
  - Slimane Nebchi, francia énekes, dalszerző
- 2001 – Caleb McLaughlin amerikai színész

## Halálozások
- 54 – Claudius római császár (* I. e. 10)
- 1382 – II. Péter ciprusi király (* 1357)
- 1541 – Werbőczy István jogtudós, királyi ítélőmester, királyi személynök, majd Magyarország nádora (* 1458 körül)
- 1605 – Béza Tódor svájci teológus, Kálvin János hivataltársa és utóda a genfi református egyházban (* 1519)
- 1687 – Geminiano Montanari olasz csillagász, természettudós (* 1633)
- 1815 – Joachim Murat francia marsall, I. Napóleon császár sógora, Nápoly királya (* 1767)
- 1822 – Antonio Canova olasz szobrászművész (* 1757)
- 1882 – Joseph Arthur de Gobineau francia író, a fajelmélet híve (* 1816)
- 1904 – Lotz Károly magyar festőművész (* 1833)
- 1915 – Las Torres Béla úszó (* 1890)
- 1942 – Petró Kálmán magyar ügyvéd, kormányfőtanácsos, országgyűlési képviselő (* 1888)
- 1969 – Pierre Meyrat francia autóversenyző (* 1916)
- 1971 – Kemény János erdélyi magyar író (* 1903)
- 1978 – Rohmann Henrik, hárfaművész, hárfatanár (* 1910)
- 1979 – Dévai Hédi magyar színésznő (* 1921)
- 1981 – Philippe Etancelin francia autóversenyző (* 1896)
- 1987 – Walter Houser Brattain Nobel-díjas amerikai feltaláló, fizikus (* 1902)
- 1989 – Fred Agabashian (Frederick Agabashian) amerikai autóversenyző (* 1913)
- 1990 – Lê Đức Thọ Nobel-békedíjas vietnámi politikus (* 1911)
- 1996 – Pavel Alekszandrovics Szolovjov szovjet repülőmérnök (* 1917)
- 1997 – Balázs József magyar író, filmdramaturg (* 1944)
- 2005 – Eörsi István Kossuth- és József Attila-díjas magyar író, műfordító, újságíró (* 1931)
- 2016 – Dario Fo Nobel-díjas olasz író (* 1926)
- 2016 – Kovács Piroska magyar tanár, néprajzi gyűjtő (* 1932)
- 2016 – Pánczél Tivadar magyar  református lelkész (* 1930)
- 2018 – Konkoly János magyar műugró (* 1940)
- 2022 – James McDivitt amerikai űrhajós (* 1929)

## Nemzeti ünnepek, emléknapok, világnapok
- Nemzetközi "Öltözz ki!" nap
- Fontanalia az ókori Rómában
- Engesztelő Szentáldozás Világnapja